# Miguel Sanz
Miguel Sanz Sesma (Corella, Navarra, 16 de septiembre de 1952) es un político español que fue presidente del Gobierno de Navarra entre 1996 y 2011 por el partido UPN.

## Biografía

### Formación
Diplomado en Profesorado de EGB, ha realizado estudios de Ciencias Empresariales y el Programa de Dirección General (PDG) del IESE de la Universidad de Navarra. Antes de dedicarse plenamente a la política, desempeñó diversas tareas profesionales en el sector de la banca siendo director de la sucursal de «Caja Rural de Navarra» en Cintruénigo. (Artículo biográfico sobre Sanz publicado por Fernando Múgica en «El Mundo» el 20 de octubre de 2008 y recogido en Internet por «Tribuna Navarra»)

### Ayuntamiento de Corella
Pese a haber estado afiliado al sindicato socialista UGT, encabezó la lista de Unión del Pueblo Navarro al ayuntamiento de Corella en las elecciones municipales de 1983 y 1987. En ambas legislaturas resultó elegido alcalde, cargo que desempeñó entre 1983 y 1991. 
Ocupó la Presidencia de la «Mancomunidad de Aguas del Moncayo» y de la «Sociedad Agraria de Transformación Ombatillo». Asimismo, ha sido consejero de la empresa «Asociación Navarra de Informática Municipal, S.A.» 

### Parlamentario Foral
Elegido parlamentario foral por Unión del Pueblo Navarro en los seis procesos electorales convocados desde 1983. 
En 1995, encabezó la lista de UPN al Parlamento de Navarra, que obtuvo 17 de los 50 escaños de dicha institución foral, siendo la lista más votada, volviendo a repetir en el mismo puesto estos exitosos resultados en las elecciones de 1999 y 2003, obteniendo 22 y 23 escaños, respectivamente.
Vicepresidente del Gobierno de Navarra y consejero de Presidencia entre 1991 y 1995. Asimismo, entre 1991 y 1994 fue consejero de Administración Local y consejero de Ordenación del Territorio y Medio Ambiente.

### Presidente del Gobierno de Navarra
El 18 de septiembre de 1996 accedió a la Presidencia del Gobierno de Navarra por primera vez, tras ser elegido por el Parlamento de Navarra y tras haber presentado su dimisión en junio de 1996 el entonces Presidente del Gobierno de Navarra por el PSOE, Javier Otano Cid, implicado en un caso de corrupción política. En las elecciones del 13 de junio de 1999, del 25 de mayo de 2003 y del 27 de mayo de 2007, Miguel Sanz Sesma volvería a ser reelegido Presidente.

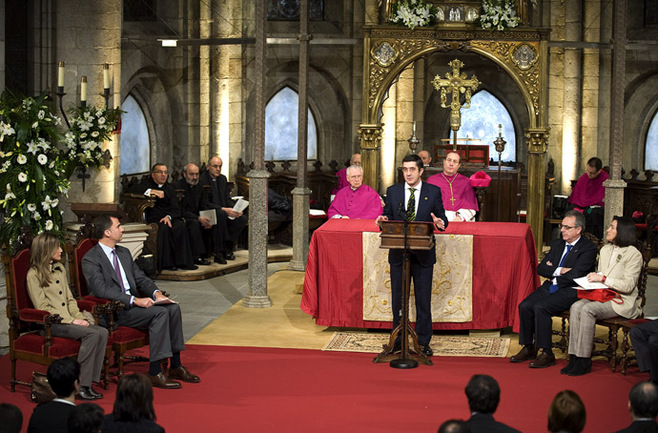
Sanz, segundo por la derecha, atiende un acto en Roncesvalles, en febrero de 2010.

Por razón de su cargo, fue también presidente del consejo de administración de Caja Navarra, y vocal de la Confederación Española de Cajas de Ahorro. En 1996, desempeñó también la presidencia de la Comunidad de Trabajo de los Pirineos. 
Es la persona que más tiempo ha presidido el gobierno de Navarra, en el que permaneció 15 años. 

### El juez archiva de nuevo la causa de Banca Cívica al no ver delito
"No aparecen pérdidas incurridas sin contabilizar, no hay saneamientos pendientes y la solvencia del banco siempre tiene respaldo contable, superando en algunos momentos el exigido oficialmente".

 Son las premisas que Velasco pone sobre la mesa para sostener que no hay indicios de que sus cuentas fueran «inciertas» o estuviesen «maquilladas» para «engañar a la Administración o los usuarios», como sostienen las acusaciones. Y, en todo caso, aduce que los ajustes «continuados» que hizo están en la media de lo que hicieron otras cajas de ahorros similares.

### Cargos internos
Con relación a su partido, UPN, desde 1985 es miembro de la Comisión Ejecutiva. Entre 1989 y 1997 fue vicepresidente, y en febrero del mismo año fue elegido presidente de dicha formación política, cargo que revalidó en el congreso celebrado en 2001. En 2009 fue sustituido por Yolanda Barcina.
Miguel Sanz actualmente forma parte del consejo de administración de Bodegas Sarría.
Miguel Sanz Sesma es, además, miembro de los consejos de administración de Truck and Wheel, Servicios Ecológicos de Navarra y Grupo MGO S.A. de Riesgos Laborales.

## Ideología
Sanz es partidario de una Navarra integrada en España como una comunidad diferenciada y se muestra partidario de suprimir la Disposición transitoria cuarta de la Constitución española, que habilita un mecanismo para la unión de Navarra y el País Vasco:

Hay que suprimir este precepto porque si el día de mañana los navarros entran en demencia y se vuelven locos, pueden mandar al traste la identidad del viejo Reino.

Incluso manifestó que renunciaría a la presidencia si así se consiguiera «blinar» a Navarra.
Respecto a las relaciones con la comunidad autónoma del País Vasco se muestra contrario a la creación de un órgano de cooperación entre ambas comunidades. En relación con el euskera defiende la actual normativa de zonificación lingüística y considera que:

...la normalización del vascuence sería perjudicial para la calidad de la enseñanza, una universidad bilingüe seria una mala universidad.

Sanz se ha referido en multitud de ocasiones a los partidos nacionalistas con los que descarta cualquier pacto electoral 

«El PNV comparte los objetivos de ETA.»

Nunca conformaremos un gobierno ni con Batasuna, ni con Nafarroa Bai. No lo haremos porque no sólo nos diferencia el tema de las pistolas, sino algo tan sustancial como el modelo institucional.

En relación con las negociaciones con ETA, Sanz manifestó su apoyo al proceso iniciado durante el Gobierno del Partido Popular de José María Aznar:

Si ETA abandona las armas se podría hablar y negociar, y ahí Navarra va a estar y será generosa. (…) En la medida en que se consolide la tregua y podamos hablar de abandono definitivo de la violencia, se podrá hablar de otras cuestiones como la política penitenciaria y la reinserción. (14 de octubre de 1998)

Pero se mostró en un principio escéptico ante «los indicios esperanzadores de paz» y posteriormente abiertamente disconforme con el proceso iniciado por el gobierno de Rodríguez Zapatero, al considerar que Navarra estaba siendo tema de debate en las conversaciones habidas con la organización terrorista. También es contrario a la creación de una «mesa de partidos».
Durante los mandatos de Miguel Sanz, la práctica legal del aborto no pudo realizarse ni en la sanidad pública navarra ni en la privada, si bien las mujeres que se acogían a la ley eran derivadas a comunidades limítrofes.